# Debreczeni Tánczos János
Debreczeni Tánczos János (16. század – 17. század) református lelkész, költő.

## Élete
1589-ben a debreceni főiskolában tanult és egyúttal segédtanár volt; 1590. március 19-étől a wittenbergi egyetem hallgatója volt, honnan 1592. december 2-án kizárták, mert a formula concordiae-t nem írta alá. 1597. január 16. a Tasnádon tartott zsinaton Nagylakra ordináltatott papnak. 1613. május 17. debreceni lelkész volt, midőn Hodaszi Lukács halála emlékére irt 24 sorból álló latin verse megjelent a Keserűi Dajka János halotti prédikációja mellett (Debrecen, 1613).